# شیمر کالج
شیمر کالج (به انگلیسی: Shimer College) یک دانشگاه کوچک خصوصی علوم مقدماتی در شیکاگو، ایلی‌نوی، آمریکا است. این دانشگاه به وسیله فرانسیس وود شیمر در سال ۱۸۵۳ در مونت کرول، ایلی‌نوی تأسیس شد. در بیشتر ۱۰۰ سال اول حیاتش یک مدرسه دخترانه به حساب می‌آمد. شیمر در سال ۱۸۹۶ به دانشگاه شیکاگو پیوست و یکی از اولین دانشکده‌های ۲ ساله ایالات متحده شد. در سال ۱۹۵۰ به یکی از
دانشگاه‌های ۴ ساله با حضور دانشجویان دختر و پسر تبدیل شد و نام شیمر کالج را برای خود برگزید.